# František Adamec (1866)
František Adamec (12. listopadu 1866 Nemojany – 5. srpna 1946 Bystrc) byl český římskokatolický kněz a včelařský odborník. Stanovil tzv. „Adamcovu míru“, tj. rozměr rámku včelího plástu (39 × 24 cm).

## Životopis
Už roku 1890 jako mladý kooperátor na sebe upozornil článkem ve Včele brněnské. Další odborné práce následovaly. V nich publikoval své zkušenosti z farského včelína v Bystrci u Brna. Včelařil ve vývojových rozběrných úlech z padesátých let hospodářského buditele faráře Karla Kanduse.
Roku 1893 vážně onemocněl. Čtyřletý zdravotní pobyt v Rakousku, Německu a Itálii využil k získávání dalších poznatků pro svou užitečnou zálibu. Studoval způsoby včelaření, úlové soustavy, psal do cizích časopisů a navazoval včelařská přátelství.
Po návratu, jako farář v Havraníkách, založil spolek v Hrotovicích, později v Břeclavi. Po uspořádání moravského ústředí byl roku 1902 zvolen náměstkem starosty. Přeložení roku 1907 do Nikolčic mu umožnilo větší účast na spolkovém životě. Zde se setkal s oběma bratry Mrštíkovými z blízkých Divák, kteří s ním sdíleli stejnou zálibu ve včelaření. V roce 1923 se František Adamec natrvalo vrátil do Bystrce u Brna. Ujal se včelařského spolku a na návsi vysadil medonosné jerlíny.

### Vzdělání
- Obecná škola v Nemojanech,
- od roku 1877 C.k. vyšší gymnasium české v Brně (maturita ve školním roce 1884/1885),
- bohoslovecký ústav (na kněze vysvěcen 28. 7. 1889)

### Zaměstnání
- Do roku 1893 duchovní v Brně-Bystrci,
- zámecký kaplan v rodině Dr. E. Auersperga ve Weitwörthu (Rakousko),
- od roku 1897 kaplan v Dalešicích u Hrotovic (působil zde 5 měsíců),
- 1897–1907 farář v Havraníkách u Znojma,
- 1907–1916 farář v Nikolčicích,
- 1913 jmenován konsistorním radou,
- 1916–1923 farář v Břeclavi,
- 1923–1946 farář v Brně-Bystrci,
- 1927 jmenován kaplanem pro Brno-venkov,
- 1929 jmenován papežským tajným komořím s titulem Mons,
- 1934 jmenován biskupským radou,
- 1935 ustanoven arciknězem brněnským

### Adamcova míra a Adamcův úl
V jubilejním roce 1904 přednášel o nízkoširoké míře a představil rámek o rozměrech 39x24 cm. Adamcova míra je dodnes značně rozšířená. Podle znalostí amerického včelaření sestavil horem přístupný úl, u něhož se také vžilo označení „Adamcův“.

### Spolková a vědecká činnost
Roku 1901 vydal v Praze Včelařské právo v zemích českých, které dlouho sloužilo advokátům ve včelařských sporech. Jeho dílem je též almanach z roku 1904 Jubilejní památník včelařů moravských; dosud jediná kompletní historická práce o moravském včelařství. Z dalších Zákon o nákazách včelího plodu s poučením o zjevech a podstatě nemocí těch: Brno 1914.
Spolupracoval na obsáhlé encyklopedii Včelařova čítanka. Systematicky se tento učenec-včelař, jak má napsáno na pamětní desce, soustředil na populární dotazovnu ve Včele moravské. Díky této práci se podařilo obsáhnout všechny tehdejší vědomosti o včele a dosud známé metody včelaření. Plodem jeho organizačního úsilí bylo r. 1938 založení Včelařského družstva v Brně, kde byl dozorčím radou.
Ve dvacátých letech se Mons. Adamec stal členem a místopředsedou mezinárodního APIS-CLUBU se sídlem v Anglii. Roku 1929 předsedal mezinárodnímu sjezdu v Berlíně.